# Bob Grossman
Bob Grossman (ur. 10 grudnia 1922 roku w Filadelfii, zm. 20 maja 2002 roku w Branford) – amerykański kierowca wyścigowy.

## Kariera
Grossman rozpoczął karierę w międzynarodowych wyścigach samochodowych w 1954 roku od startów w NASCAR Cup Series, gdzie jednak nie zdobywał punktów. W późniejszych latach Amerykanin startował także w 24-godzinnym wyścigu Le Mans oraz w SCCA Trans-Am. W 24-godzinnym wyścigu Le Mans odniósł zwycięstwo w klasie GT 5.0 w 1960 roku. Sukces ten powtórzył dwa lata później w klasie E 3.0.